# Mały Aniuj
Mały Aniuj (ros. Малый Анюй, Małyj Aniuj) – rzeka w azjatyckiej części Rosji, w Czukockim Okręgu Autonomicznym i Jakucji; jedna z rzek tworzących Aniuj; długość 738 km; powierzchnia dorzecza 49 800 km².
Źródła na Płaskowyżu Anadyrskim; w środkowym biegu opływa od północy Góry Aniujskie; w dolnym biegu płynie zabagnioną doliną po Nizinie Kołymskiej i łączy się z rzeką Wielki Aniuj, tworząc Aniuj.